# Méricitabine
La méricitabine est un inhibiteur nucléosidique de l'ARN polymérase dépendante de l'ARN NS5B du virus de l'hépatite C (VHC).
Lors d'un essai clinique comparant la méricitabine en combinaison avec le peg-interféron et la ribavirine au peg-interféron et à la ribavirine (traitement standard de l'hépatite C) seulement, les auteurs ont constaté un taux de guérison plus élevé grâce au traitement comportant de la méricitabine.

## Chimie
La méricitabine est une cytidine multisubstituée sur sa partie de ribose cyclique (β-D-ribofuranose): atome de fluor et méthyle sur le carbone 4 qui a été déshydroxylé, estérification de l'hydroxyle sur les carbones 3 et 5 en deux isobutanoates.

## Sources
- (en) Gane EJ, Pockros PJ, Zeuzem S, Marcellin P, Shikhman A, Bernaards C, Zhou J, Yetzer ES, Ballester R, Dwyer C, Tong X, Nájera I, Bertasso A, Hammond J, Kindrick A, Morcos PN, Smith P, Stancic S, Shulman NS., « Mericitabine and ritonavir-boosted danoprevir with or without ribavirin in treatment-naive HCV genotype 1 patients: INFORM-SVR study », Liver international, vol. 35, no 1,‎ 2015, p. 79-89 (PMID 24814388, lire en ligne, consulté le 28 août 2015) modifier